# Penyalahan
Penyalahan is een bestuurslaag in het regentschap Tegal van de provincie Midden-Java, Indonesië. Penyalahan telt 3529 inwoners (volkstelling 2010).